# گلایول پل‌اوانسی
گلایول پل‌اوانسی(نام علمی: Gladiolus pole) نام یک گونه از سرده گلایول است.